# Elephantomyia (Elephantomyodes) sophiarum
Elephantomyia (Elephantomyodes) sophiarum is een tweevleugelige uit de familie steltmuggen (Limoniidae). De soort komt voor in het Palearctisch gebied.